# نيناد ماسربا
نيناد ماسربا (Nenad Maslovar) (20 فبراير 1967 في كوتور في الجبل الأسود – )؛ هو لاعب كرة قدم سابق كان يلعب كلاعب وسط. يلعب مع منتخب يوغوسلافيا لكرة القدم منذ عام 1997.

## وصلات خارجية
- نيناد ماسربا على موقع رابطة كرة القدم اليابانية للمحترفين (اليابانية)
- نيناد ماسربا على موقع قاعدة بيانات كرة القدم.إي يو (الإنجليزية)
- نيناد ماسربا على موقع ناشيونال فوتبول تيمز (الإنجليزية)
- نيناد ماسربا على موقع عالم كرة القدم.نت (الإنجليزية)

- National Football Teams